# O Buffet
O Buffet é uma pintura de natureza morta de 1728 de Jean Siméon Chardin. It e The Ray foram peças de recepção de Chardin à Académie royale de peinture et desculpture; ambos estão agora no Louvre.